# 555 هـ
555 هـ هي سنة في التقويم الهجري امتدت مقابلةً في التقويم الميلادي بين سنتي 1160 و1161.

## أحداث
- بداية إنجاز مشروع مدينة جبل طارق في 9 ربيع الأول وعند الانتهاء منها في مطلع ذي القعدة من نفس السنة، حضر عبد المومن الموحدي لافتتاحها في الشهر نفسه، واستقبلته وفود كبيرة من سكان الأندلس والمغرب.
- انعقاد «ندوة الجبل» في جبل طارق، جمع فيها عبد المومن الموحدي شعراء المغرب والأندلس الذين تنافسوا في مدحه والإشادة بانتصاراته.
- الخليفة يوسف المستنجد بالله يعتلي عرش الخلافة العباسية في بغداد.

## مواليد
- أبو يعقوب السكاكي أديب ولغوي خوارزمي.
- ابن الأثير الجزري، مؤرخ إسلامي.
- أبو القاسم الرافعي القزويني.[5]
- أبو القاسم الرافعي القزويني

## وفيات
- ابن القلانسي
- محمد المقتفي لأمر الله